# A.S.D. Bagnoli Calcio 1967
ASD Bagnoli Calcio 1967 là một câu lạc bộ bóng đá Ý đến từ Bagnoli di Sopra, Veneto. Đội bóng hiện tại thi đấu ở Seconda Categoria.

## Lịch sử
Đội được thành lập năm 1967 với tên gọi U.S. Bagnoli. Trong mùa giải 1984-1985, được chơi ở Serie D. Vào năm 2005, sau khi sáp nhập giữa US Bagnoli và San Siro Calcio, đổi tên thành USD Bagnoli San Siro. Sau đó, đổi tên thành ASD Bagnoli Calcio 1967.

## Màu sắc và huy hiệu
Màu sắc của đội là cam và đen.